# Kalol (Panchmahal)
Kalol è una suddivisione dell'India, classificata come municipality, di 24.689 abitanti, situata nel distretto di Panchmahal, nello stato federato del Gujarat. In base al numero di abitanti la città rientra nella classe III (da 20.000 a 49.999 persone).

## Geografia fisica
La città è situata a 22° 36' 36 N e 73° 27' 46 E.

## Società

### Evoluzione demografica
Al censimento del 2001 la popolazione di Kalol assommava a 24.689 persone, delle quali 12.851 maschi e 11.838 femmine. I bambini di età inferiore o uguale ai sei anni assommavano a 3.243, dei quali 1.697 maschi e 1.546 femmine. Infine, coloro che erano in grado di saper almeno leggere e scrivere erano 18.010, dei quali 10.229 maschi e 7.781 femmine.